# Xã Harrison, Quận Moniteau, Missouri
Xã Harrison (tiếng Anh: Harrison Township) là một xã thuộc quận Moniteau, tiểu bang Missouri, Hoa Kỳ. Năm 2010, dân số của xã này là 752 người.